# Mihaela Buzărnescu
Mihaela Buzărnescu (født 4. maj 1988 i Bukarest, Rumænien) er en professionel kvindelig tennisspiller fra Rumænien.